# Aloisio der Neue

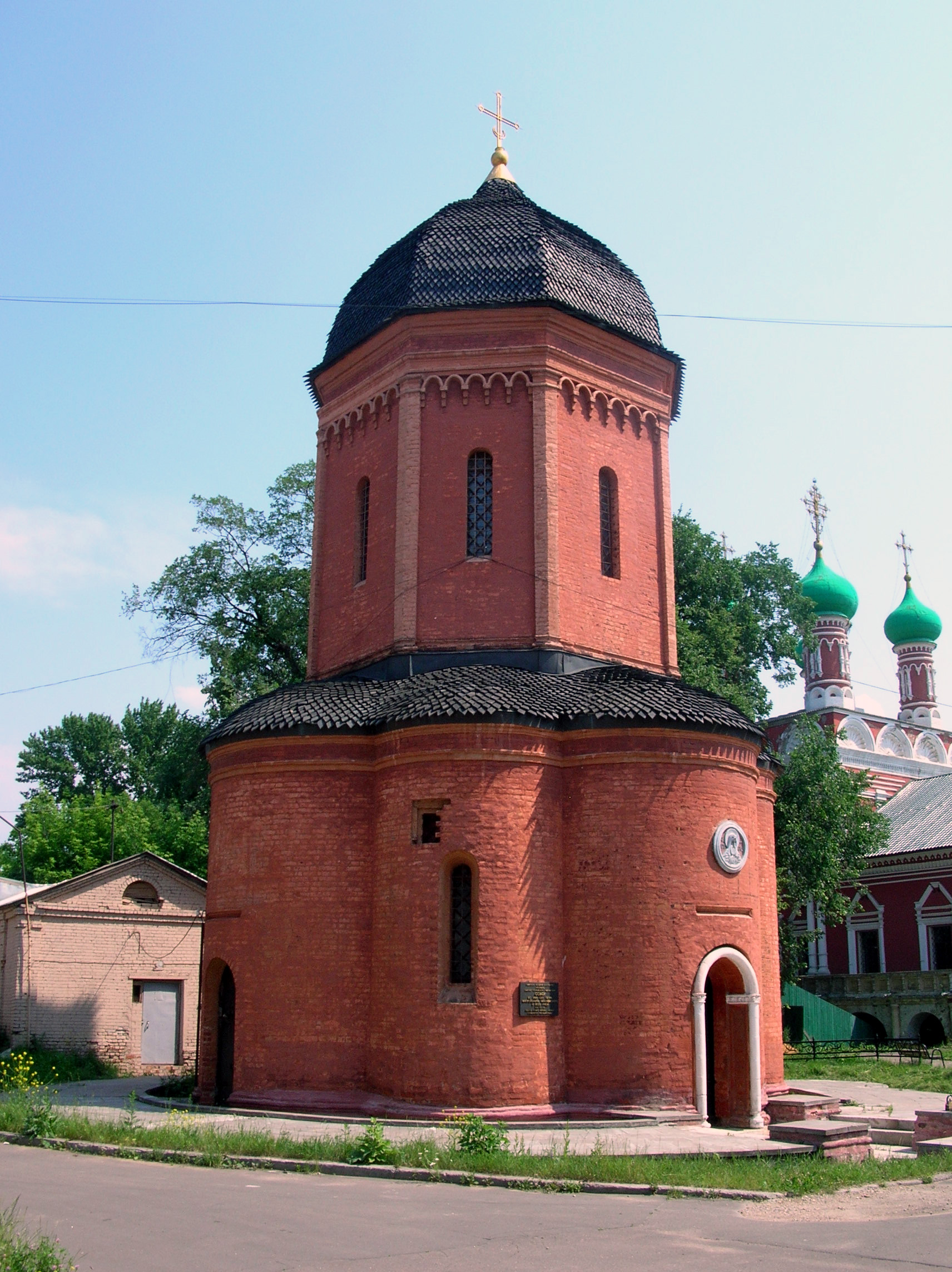
Metropolit-Peter-Kirche, erbaut 1514–17

Aloisio der Neue (* 15. Jahrhundert; † 1531?) war ein italienischer Architekt, der Anfang des 16. Jahrhunderts in Moskau tätig war. Sein wirklicher Name ist nicht genau bekannt; nach Meinung einiger Historiker lautet er Aloisio Lamberti da Montagnana. In Russland wurde Aloisio zur Zeit seines Wirkens Aloisio der Neue (russisch Алевиз (Фрязин) Новый) genannt; der Namenszusatz „der Neue“ sollte ihn von seinem ebenfalls Alewis genannten Landsmann Aloisio da Milano unterscheiden, der einige Jahre früher in Moskau arbeitete.
Aloisio stammte entweder aus Mailand oder aus Venedig. 1500 wurde er vom Moskauer Großfürsten Iwan III. über dessen Botschafter in Venedig nach Russland eingeladen: Er sollte bei der Vollendung des neuen Moskauer Kremls mitwirken und unter anderem den einige Jahre zuvor verstorbenen Bauschaffenden Pietro Antonio Solari ersetzen, der ebenfalls aus Italien nach Moskau geholt worden war. Aloisio kam jedoch erst 1504 nach Moskau: In der Zwischenzeit erbaute er im Krimtataren-Staat unter Khan Meñli I. Giray den heute noch teilweise erhaltenen Khan-Palast in Bachtschyssaraj. Nach der Ankunft in Moskau baute Aloisio als erstes die neue Erzengel-Michael-Kathedrale im Kreml und stellte sie 1508, bereits nach dem Tod Iwans III., fertig. Dabei bediente er sich sowohl altrussischer Sakralbautraditionen als auch des Renaissance-Stils seines Heimatlandes.
Ein weiteres bekanntes Kremlbauwerk Aloisios war der künstliche Wassergraben an der östlichen Kremlmauer, entlang des Roten Platzes. Dieser Graben diente ursprünglich als Ergänzung zu den Befestigungsanlagen des Kremls und existierte noch bis Anfang des 19. Jahrhunderts. Er wurde nach dem in Russland gängigen Namen des Architekten als Alewis-Graben (Алевизов ров) bezeichnet.
In den späteren Jahren erschuf Aloisio der Neue noch mehrere Kirchengebäude in Moskau, von denen einige bis heute erhalten sind oder wiederaufgebaut wurden. Er starb möglicherweise 1531 bei der Explosion einer Moskauer Schießpulver-Manufaktur.